# Die Bestatterin – Zweieinhalb Tote
Die Bestatterin – Zweieinhalb Tote ist ein deutscher Fernsehfilm von Fabian Möhrke aus dem Jahr 2023. Er entstand nach einem Drehbuch von Matthias Kiefersauer und Alexander Liegl. Der Film ist die dritte Produktion aus der Filmreihe Die Bestatterin mit Anna Fischer in der Hauptrolle und wurde im Rahmen der Reihe Der Donnerstagskrimi im Ersten am 30. März 2023 erstmals im Fernsehen gesendet.

## Handlung
Bestatterin Lisa Taubenbaum und ihr Bruder werden zu einem Unfallort gerufen. Ein Auto hat ein Brückengeländer durchbrochen und ist dann in einen Fluss gestürzt – zwei Leichen wurden geborgen. Lisa kennt das Unfallfahrzeug, aber da sich dessen Besitzer nicht unter den beiden Toten befindet, steht für sie sofort fest, dass hier etwas nicht stimmt, denn Mario fehlt und dieser hätte niemals jemand anderen ans Steuer seinen geliebten Wagens gelassen!
Wo ist also Mario, der eigentliche Besitzer? Ist er tot, oder hat er den Unfall verursacht und ist auf der Flucht? Wie dem auch sei: Kommissar Zellinger ist von einem normalen Unfallhergang überzeugt und tut Lisas Ausführungen ab. Erst als sich herausstellt, dass an den Bremsschläuchen des Fahrzeugs manipuliert wurde, nehmen die polizeilichen Ermittlungen an Fahrt auf. Auch Lisa stellt wieder auf eigene Faust „Ermittlungen“ an – immerhin waren sie und Mario in der Schulzeit ein Paar.
Die Indizien verdichten sich immer mehr dahin, dass hier womöglich eine Verwechselung stattgefunden hat. Eines der Opfer hatte Schulden und erst vor kurzem eine hohe Lebensversicherung abgeschlossen. Möglicherweise liegt hierin ein weiteres Motiv, aber Lisa hält das nicht für wahrscheinlich. Bei ihren Nachforschungen findet sie den Ort, wo vermutlich jemand die Bremsschläuche durchschnitten hat. Als sich der Hunger meldet, kehrt sie bei einer Bäckerei ein. Der Inhaber macht einen sehr missmutigen Eindruck, denn sein Geschäft steht kurz vor der Schließung. Noch vor kurzem hatte er die Bäckerei mit seiner Schwester betrieben, doch seit diese einen Arbeitsunfall hatte, ist er auf sich allein gestellt und schafft es nicht mehr ohne familiäre Hilfe.
Am Abend findet sich Mario wohlbehalten wieder ein und die Familien der Opfer wollen ihn für den Tod ihrer Angehörigen verantwortlich machen. Niemand will ihn in seiner Nähe haben und so sucht er Schutz bei Lisa. Sie begleitet ihn auch zur Polizei, damit er dort seine Aussage machen kann. Er gibt an, seinen Freunden sein Auto überlassen zu haben, weil er noch anderswohin wollte. Über das Ziel schweigt er jedoch und schwört, seinen Freunden nichts angetan zu haben. Lisa durchsucht heimlich Marios Sachen und findet einen Bewirtungsbeleg. Sie fährt dorthin und erfährt so, dass er sich mit einer Frau getroffen hat. Dass es sich dabei um Jasmin Rebele, die Schwester des Bäckers handelt, erfährt sie erst, als sie Mario zur Rede stellt. Er erklärt ihr, dass er Jasmin zufällig kennen gelernt und sich in sie verliebt hatte. Weil er aber schon verheiratet war, beendete er die Beziehung. Kurze Zeit später erlitt sie dann auf der Arbeit einen Unfall, bei dem sie ihre linke Hand verloren hat. Ob Absicht oder Unkonzentriertheit der Grund dafür war, ist unklar, aber er hat sich schuldig gefühlt und sich dann um Jasmin regelmäßig gekümmert. Seine Freunde haben ihm dann immer ein Alibi gegeben, damit seine Frau nichts bemerkt.
Nachdem auf Lisas Bruder ein Anschlag verübt wird und er an diesem Tag die Jacke von Mario getragen hatte, wird Lisa klar, dass es jemand auf Mario abgesehen hat. Zunächst verdächtigt sie Marios Schwiegervater, weil Mario sich in dessen Schwarzgeldkasse bedient hatte. Doch es zeigt sich, dass es einen ganz anderen Täter gibt: Jasmins Bruder. Aus Wut, die Bäckerei schließen zu müssen, die seit drei Generationen bestand, will er sich an Mario rächen, weil er ihn für den Auslöser seiner Probleme hält. Da das Durchtrennen des Bremsschlauchs nicht den erhofften Erfolg brachte, schreitet er nun erneut zur Tat. Diesmal erwischt er Mario und entführt ihn. Lisa fährt mit Kommissar Zellinger zur Bäckerei und weist Jasmin an, auch dorthin zu kommen. Gemeinsam können sie Niklas Rebele dazu bewegen aufzugeben. Lisa und Kommissar Zellinger treffen sich am Schluss zu einem Schäferstündchen in seinem Auto.

## Produktion und Hintergrund
Die Bestatterin – Zweieinhalb Tote wurde im Auftrag der ARD-Degeto durch die film gmbh für Das Erste produziert.
Die Dreharbeiten fanden im Zeitraum vom 30. August bis zum 28. September 2022 unter dem gleichnamigen Arbeitstitel an unterschiedlichen Drehorten, beispielsweise auf der Schwäbischen Alb in Neidlingen, Nürtingen, Plochingen und Umgebung statt.
Die Kamera führte Johannes Greisle – für den Ton zeichnete Markus Rebholz verantwortlich, für das Szenenbild Ulrich Hintzen, für das Kostümbild Petra M. Hanslbauer und für die Maske Miriam Hauser und Dörte Dobkowitz. Verantwortliche Redakteure waren Katja Kirchen (Degeto) und Ulrich Herrmann (SWR).

## Rezeption

### Kritik
Die Kritiker der Fernsehzeitschrift TV Spielfilm vergaben dem Film die bestmögliche Wertung und zeigten symbolisch mit dem Daumen nach oben. Sie konstatierten: „Launige Krimiposse mit Witz und geballter Fischer-Power“.
Rainer Tittelbach gibt dem Film bei tittelbach.tv insgesamt 4 von 6 möglichen Sternen. Anna Fischer spiele auf ihre unnachahmliche, erfrischende Art die Hauptfigur und würde in ihrer Beziehung kein Mäuschen mehr darstellen. Sie sei selbstbewusster und emanzipierter als im Vorgängerfilm. Wer auf Plots und auf Spannung aus sei, werde hier weniger gut bedient. Die Krimihandlung bewege sich wenig, dafür würde umso mehr den Charakteren aufs Maul geschaut. Der Kritiker lobt, dass „viel Schwäbisch g’schwätzt wird“; auch dass Anna Fischer berlinere, ergebe hier Sinn, da ihre Figur einst ihr „kleinkariertes Elternhaus“ verlassen habe und mehrere Jahre in Berlin gelebt habe.
Oliver Armknecht gibt dem dritten Teil der Filmreihe in seiner Besprechung bei film-rezensionen.de insgesamt 5 von 10 Punkten. Das Ensemble sei gut drauf, der provinzielle Aspekt komme allerdings zu kurz. Das Aussterben von Familienbetrieben und der damit verbundene gesellschaftliche Aspekt böten sich als Thema an, würden aber nicht genutzt. Zudem schwächele der Krimipart des Films. Er drehe sich mehr um die Figuren als um den Fall. Zum Schluss überschlügen sich die Ereignisse, die Auflösung komme ziemlich aus dem Nichts. Wen das nicht störe, sei mit dem Film gut bedient.

### Einschaltquote
Die Erstausstrahlung von Zweieinhalb Tote wurde in Deutschland am 30. März 2023 von 5,87 Millionen Zuschauern gesehen und erreichte damit einen Marktanteil von 22,0 % (7,7 % bei der Zielgruppe der 14- bis 49-jährigen Zuschauer) für Das Erste.